# Pasadena (Teksas)
Pasadena je grad u američkoj saveznoj državi Teksas. Prema popisu stanovništva iz 2010. u njemu je živjelo 149.043 stanovnika.